# بداغار
بداغار (به لاتین: Bedağar) یک منطقه مسکونی در جمهوری آذربایجان است که در شهرستان بالاکن واقع شده است.